# Карел Гегер
Ка́рел Ге́гер (чеськ. Karel Höger; 17 червня 1909, Брно-Кралове Поле, Австро-Угорщина (нині Брно, Чехія) — 4 травня 1977, Прага, Чехословаччина) — чехословацький актор театру, кіно та телебачення. Заслужений артист Чехословаччини (1959), Народний артист Чехословаччини (1964).

## Біографія
Карел Гегер народився 17 червня 1909 року в містечку Брно-Кралово Поле, на той час на території Австро-Угорщини (нині Чехія). Був тринадцятою дитиною в багатодітній родині робітника цегляного заводу. Разом з братами і сестрами грав у сімейному ляльковому театрі.
У 1928 році Гегер поступив на навчання в педагогічний інститут і надалі викладав в Ломніце і Тишнові. Вивчав драматичне мистецтво в консерваторії мистецтва Брно після чого був актором місцевого драматичного театру. З 1940 року — актор Празького Національного театру.
У 1938 році Карел Гегер дебютував як кіноактор у фільмі «На сто відсотків». Першу велику роль композитора Завіша зіграв в дуеті з Лідою Бааровою у стрічці «У тихі ночі» (1941). У перші роки в кіно виступав переважно в ролях «молодих героїв».
Під час Другої світової війни Гегер був залучений до антинацистського опору.
За час свої кінокар'єри Карел Гегер знявся у понад 100 кінофільмах. Серед найкращих його ролей — інженер Прокоп в гостросюжетному фільмі-антиутопії «Кракатит» (1948, режисер Отакар Вавра, за однойменним романом Карела Чапека), художник Аллеш у біографічній стрічці «Міколаш Алеш» (1951), король Вацлав IV у трилогії про Яна Гуса режисера Отакара Ваври — «Ян Гус» (1955), «Ян Жижка» (1956) і «Проти усіх» (1958); композитор Бедржих Сметана у фільмі «З мого життя» (1955), капітан Тума в серії детективів режисера Владимира Чеха — «105 відсотків алібі» (1959), «Де одного алібі замало» (1961), «Алібі на воді» (1965); архієпископ Арношт в комедії «Ніч на Карлштейне» (1973).
З 1945 по 1949 рік Гегер викладав у Празькій консерваторії, а в період з 1950 по 1952 і з 1959 по 1963 роки він був викладачем Празької Академії виконавських мистецтв (DAMU), а з 1951 року — на факультеті кіно і телебачення (FAMU) того ж вишу. У 1977 році він підписав Антихартію.
Карел Гегер володів м'яким, красивого тембру голосом; активно працював на радіо і телебаченні.
Помер Карел Гегер під час зйомок серіалу «Лікарня на околиці міста» 4 травня 1977 року. 14 грудня 1995 року одна з вулиць Брно-Кралово Поля була названа на честь актора.

## Фільмографія (вибіркова)
| Рік       |    | Українська назва             | Оригінальна назва                | Роль                              |
| --------- | -- | ---------------------------- | -------------------------------- | --------------------------------- |
| 1938      | ф  | На сто відсотків             | Na sto procent                   |                                   |
| 1941      | ф  | У тихі ночі                  | Za tichych noci                  | Герольд Завіш                     |
| 1941      | ф  | Турбіна                      | Turbina                          | Арност                            |
| 1941      | ф  | Дочка палія                  | Palicova dcera                   | Антонін Єдлічка                   |
| 1942      | ф  | Габріела                     | Gabriela                         | Пйотр Тузан                       |
| 1942      | ф  | Зачарована                   | Okouzlená                        | доктор Павел Хвойка               |
| 1943      | ф  | Блакитна вуаль               | Modrý závoj                      | Роберт Голан                      |
| 1943      | ф  | Чотирнадцята за столом       | Ctrnáctý u stolu                 | Павел Чтрнакті                    |
| 1943      | ф  | Танцюрист                    | Tanecnice                        | Саша Гольберг / Аренс             |
| 1947      | ф  | Мертвий між живими           | Mrtvý mezi zivými                | Їржі Фальта, посадовець           |
| 1947      | ф  | Тиждень в тихому будинку     | Týden v tichém dome              | доктор Лоукота                    |
| 1948      | ф  | Кракатит                     | Krakatit                         | Прокоп                            |
| 1948      | ф  | Повернення додому            | Návrat domù                      |                                   |
| 1952      | ф  | Міколаш Алеш                 | Mikolás Ales                     | Міколаш Алеш                      |
| 1952      | ф  | Наступ                       | Nástup                           | Трнец                             |
| 1953      | ф  | Молоді роки                  | Mladá léta                       | Губка                             |
| 1953      | мф | Стародавні чеські оповідання | Staré povesti ceské              | голос принца Неклана, озвучування |
| 1953      | тф | Дні і ночі                   | Dny a noci                       | оповідач, озвучування             |
| 1954      | ф  | Кафе на головній вулиці      | Kavárna na hlavní tríde          | Йозеф Кучера                      |
| 1954      | ф  | Ян Гус                       | Jan Hus                          | імператор Вацлав IV               |
| 1955      | ф  | З мого життя                 | Z mého zivota                    | Бедржих Сметана                   |
| 1956      | ф  | Життя поставлене на карту    | Hra o zivot                      |                                   |
| 1957      | ф  | Подорож Гонзика              | Honzíkova cesta                  |                                   |
| 1957      | ф  | Ян Жижка                     | Jan Zizka                        | Вацлав IV, чеський король         |
| 1957      | ф  | Школа батьків                | Škola otců                       | Їндрих Пелікан                    |
| 1957      | ф  | Юрашек                       | Jurásek                          | доктор Мражек                     |
| 1957      | ф  | Dedecek automobil            | оповідач, озвучування            |                                   |
| 1958      | мф | Свинопас                     | Pasácek vepru                    | оповідач, озвучування             |
| 1958      | ф  | Громадянин Брих              | Obcan Brych                      | юрист Франтишек Брих              |
| 1958      | ф  | А ось і леви                 | Zde jsou lvi                     | Александр Стерба                  |
| 1959      | ф  | Дуже давно                   | Cesta zpátky                     | Пастирик                          |
| 1959      | ф  | 105% алібі                   | 105 % alibi                      | капітан Тума                      |
| 1960      | ф  | Останнє повернення           | Posledný návrat                  |                                   |
| 1960      | ф  | Серпнева неділя              | Srpnová nedele                   | Альфред Морак                     |
| 1961      | ф  | Весняне повітря              | Jarní povetrí                    | Карел Стибор, батько              |
| 1961      | ф  | Де одного алібі мало         | Kde alibi nestací                | капітан Тума                      |
| 1961      | ф  | Кожен гріш хороший           | Kazdá koruna dobrá               | художник                          |
| 1961      | ф  | Півень лякає смерть          | Kohout plasí smrt                | Ервін Копал                       |
| 1961      | ф  | Флоріан                      | Florián                          |                                   |
| 1962      | ф  | Факели                       | Pochodne                         |                                   |
| 1962      | ф  | Барон Мюнхгаузен             | Baron Prásil                     | Сірано                            |
| 1962      | ф  | Гаряче серце                 | Horoucí srdce                    | Ігнац Ян Гануш                    |
| 1963      | ф  | Прекрасний похід             | Spanilá jizda                    | кардинал Вінчестерський           |
| 1963      | ф  | Обличчя у вікні              | Tvár v okne                      | доктор Дедик                      |
| 1964      | ф  | Комедія з дверною ручкою     | Komedie s Klikou                 | доктор Карел Янський              |
| 1965      | ф  | Алібі на воді                | Alibi na vode                    | майор Тума                        |
| 1965      | ф  | Золотий ранет                | Zlatá reneta                     | бібліотекар Ян                    |
| 1966      | ф  | Гола пастушка                | Nahá pastýrka                    | доктор Лабурда                    |
| 1967      | ф  | Чотири в колі                | Ctyri v kruhu                    | капітан поліції                   |
| 1968      | ф  | Діта Саксова                 | Dita Saxová                      | Готтлоб                           |
| 1968      | ф  | Марафон                      | Maratón                          | маршал Павло Рибалко              |
| 1968      | ф  | Я, справедливість            | Já, spravedlnost                 | доктор Герман                     |
| 1969      | ф  | Честь і слава                | Cest a sláva                     | Доновальський                     |
| 1970—1978 | с  | Пан Тау                      | Pan Tau                          | оповідач                          |
| 1970      | ф  | Командувати парадом буду я   | Prehlídce velim já               |                                   |
| 1971      | ф  | Уроки                        | Lekce                            |                                   |
| 1971      | тф | Ромео і Джульєтта в старості | Romeo a Julie na konci listopadu | Карел Плугар                      |
| 1973      | ф  | Весілля без кілець           | Svatba bez prstýnku              | Кунеш                             |
| 1974      | ф  | Спроба вбивства              | Pokus o vrazdu                   | доктор Троян                      |
| 1974      | ф  | Ніч на Карлштейні            | Noc na Karlstejne                | архієпископ Арношт Пардубице      |
| 1975      | тф | Скарб під Чорним голосом     | Poklad pod Cernou hláskou        | оповідач, озвучування             |
| 1975      | тф | Листок в альбом              | Lístek do památníku              | Франтишек Калина                  |
| 1975      | ф  | Викладачі поза класом        | Profesori za skolou              |                                   |
| 1976      | ф  | Майданчик                    | Hriste                           | Турна                             |

## Нагороди
- 1952 — Державна премія ЧССР за театральну роботу
- 1959 — Заслужений артист ЧССР
- 1964 — Народний артист ЧССР